# هاردینگتون مندویل
هاردینگتون مندویل (به انگلیسی: Hardington Mandeville) یک روستا و محله مدنی در بریتانیا است که در سامرست جنوبی واقع شده‌است. هاردینگتون مندویل ۵۸۵ نفر جمعیت دارد.